# Cúp quốc gia Scotland 1934–35
 Cúp quốc gia Scotland 1934-35 là mùa giải thứ 57 của giải đấu bóng đá loại trực tiếp uy tín nhất Scotland. Chức vô địch thuộc về Rangers khi đánh bại Hamilton Academical trong trận Chung kết.

## Bán kết
| Hamilton Academical | v | Aberdeen |
| ------------------- | - | -------- |
|                     |   |          |

| Rangers       | v | Hearts |
| ------------- | - | ------ |
| Torry Gillick |   |        |

### Đá lại
| Rangers          | v | Hearts |
| ---------------- | - | ------ |
| Bob McPhail Main |   |        |

## Chung kết
| Rangers         | v | Hamilton Academical |
| --------------- | - | ------------------- |
| Jimmy Smith (2) |   | Harrison            |